# ميغيل أنخيل كانسيلا
ميغيل أنخيل كانسيلا (بالإسبانية: Miguel Ángel Cancela)‏ هو لاعب كرة قدم مكسيكي في مركز الدفاع، ولد في 21 مايو 1993 في خالابا في المكسيك. لعب مع ريبوسيروس دي لا بيداد ‏.

## وصلات خارجية
- ميغيل أنخيل كانسيلا على موقع قاعدة بيانات كرة القدم.إي يو (الإنجليزية)
- ميغيل أنخيل كانسيلا على موقع Soccerway.com (الإنجليزية)